# Stuhlmannia moavi
Stuhlmannia moavi är en ärtväxtart som beskrevs av Paul Hermann Wilhelm Taubert. Stuhlmannia moavi ingår i släktet Stuhlmannia och familjen ärtväxter. Inga underarter finns listade i Catalogue of Life.